# Losser
Losser es una localidad y municipio de la provincia de Overijssel, en los Países Bajos, al este de la región de Twente, en la frontera con Alemania. Cuenta con una superficie de 99,61 km ², de los que 0,79 km ² corresponden a la superficie ocupada por el agua. El 1 de enero de 2014 el municipio tenía una población de 22.612 habitantes, lo que supone una densidad de 229 h/km². El municipio lo forman cinco núcleos de población oficiales (Losser, Overdinkel, De Lutte, Beuningen y Lane), de los que el mayor es con diferencia Losser, con 12.230 habitantes.
La economía del municipio se apoya en el turismo y principalmente en De Lutte son numerosos los alojamientos.

## Galería de imágenes

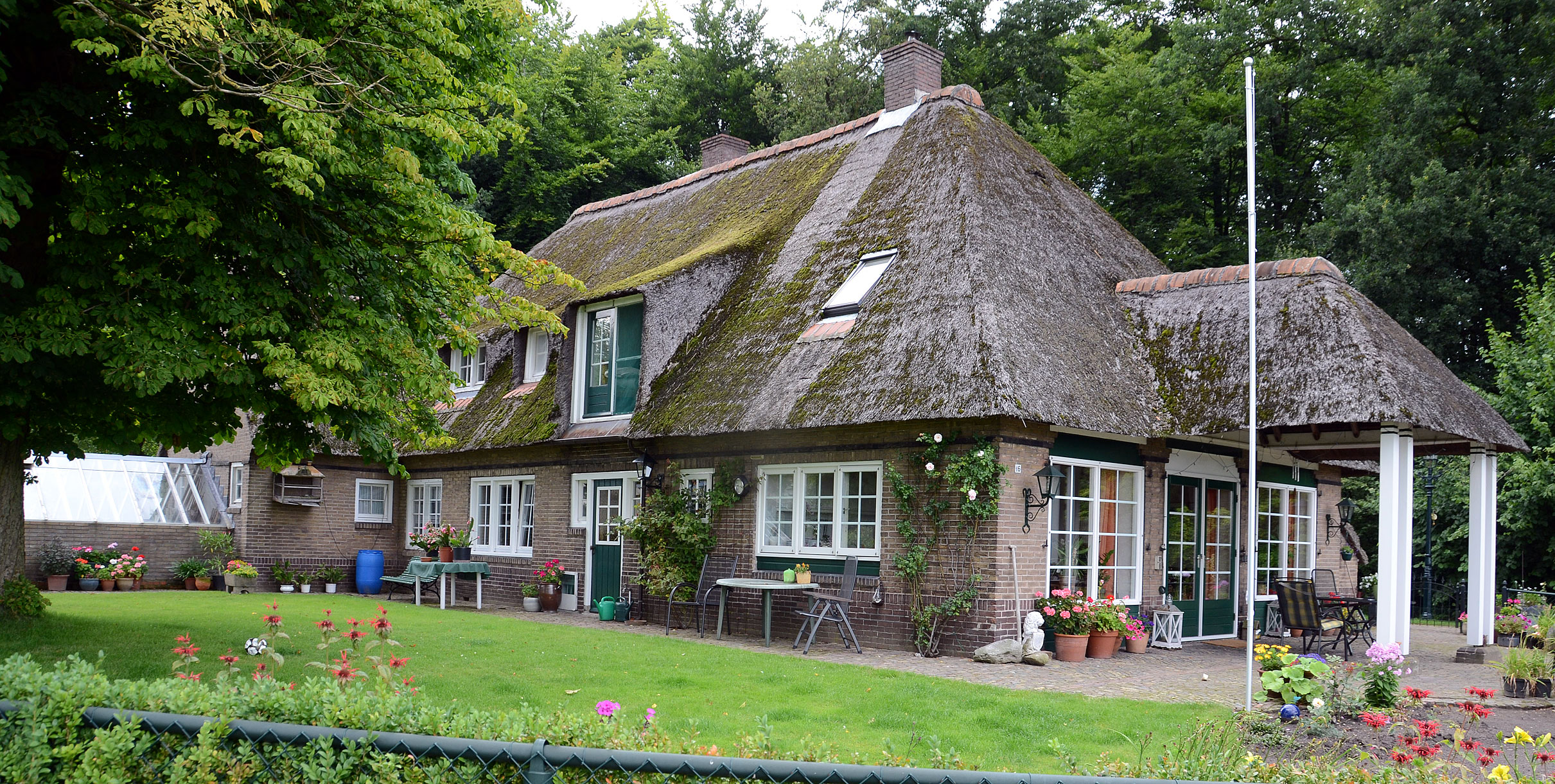
Casa de campo con invernadero en De Lutte
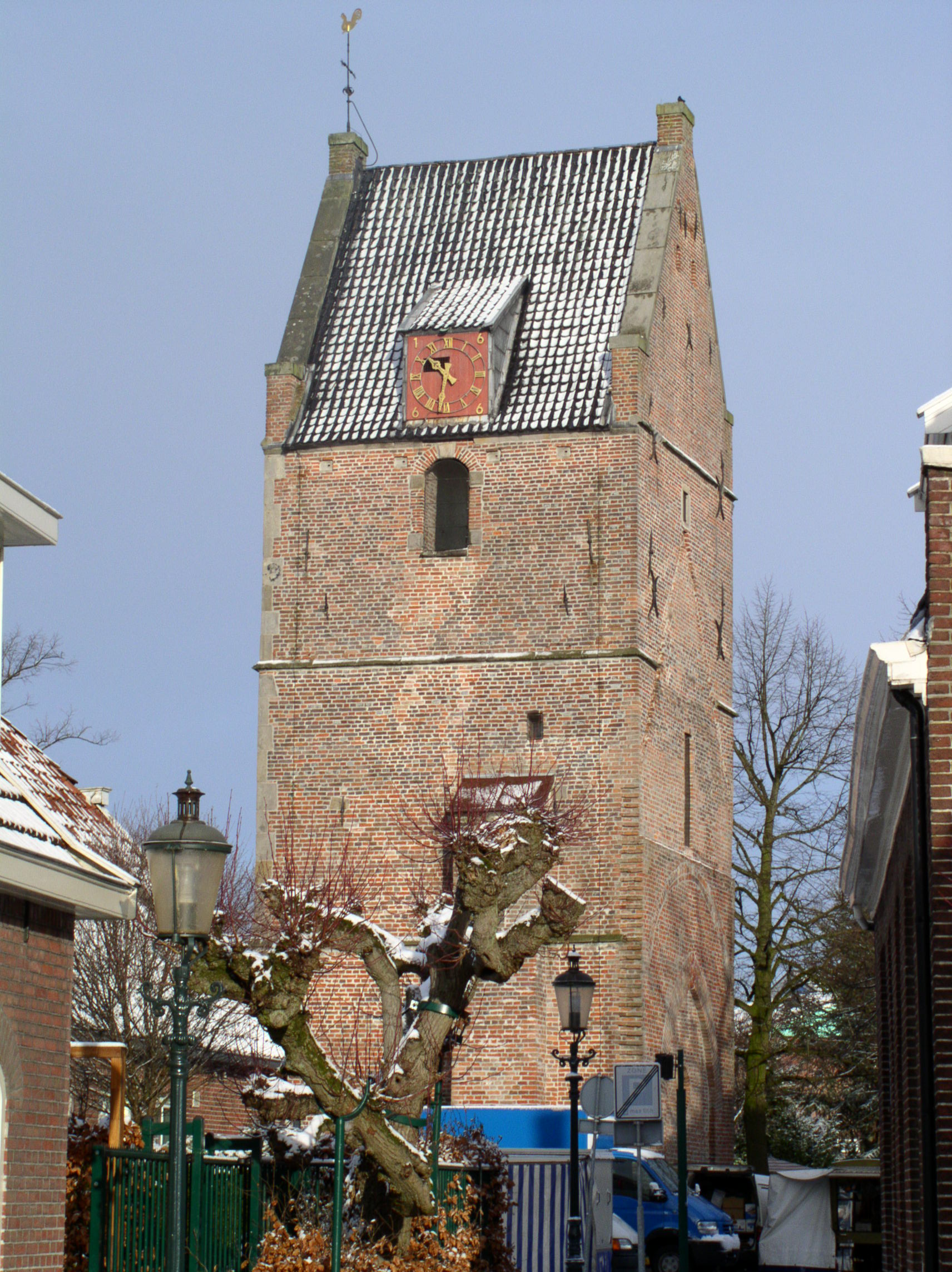
Martinustoren (torre de San Martín) en Losser
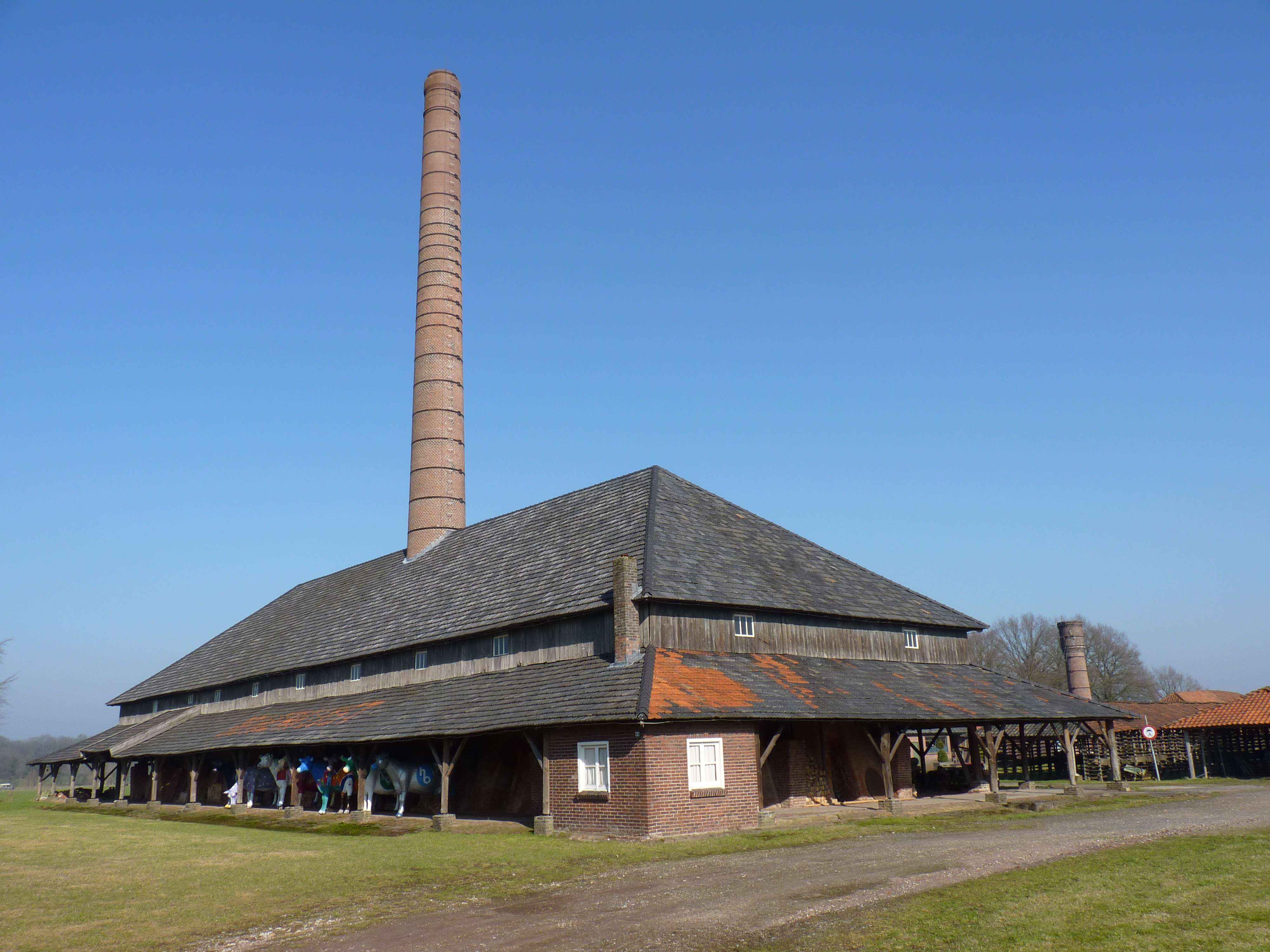
Fábrica de ladrillo en Losser